# 官文森

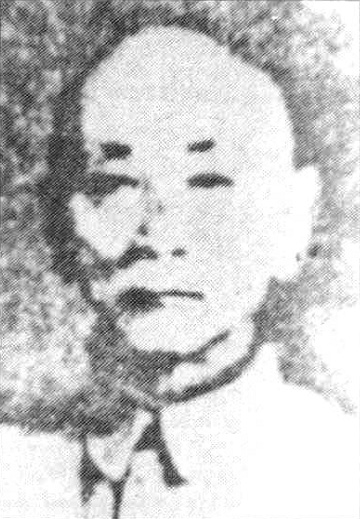
官文森

官文森（1886年—1957年9月16日），又名清贵，祖籍广东惠阳，出生于马来亚雪兰莪州，中国政治人物。

## 生平
官文森自英文学校毕业后在雪兰莪州政府担任了12年的矿务巡员，后开设三家锡矿公司并任总经理。他还曾担任过马来亚惠州会馆联合会总务、雪兰莪州惠州会馆总理、雪兰莪中华大会堂常委、循人学校总理、培英学校总理、坤成女子中学常委等职，并加入过同盟会、中华革命党。
抗日战争期间返回国内，曾资助并参加了东江华侨回乡服务团。抗战结束后，加入中国民主同盟并任民盟马来亚总支部执行委员、雪兰莪分部主任委员。后又加入中国致公党，1947年出任致公党中央常委、驻马来亚总会主任委员。
1949年回国，中华人民共和国成立后又历任致公党中央副主席、华侨事务委员会委员、全国侨联常委、广东省侨联副主席等。1957年于广州逝世。